# Зашто баш он?
Зашто баш он? (енгл. Why Him?) америчка је божићна филмска комедија из 2016. године у режији Џона Хамбурга. Главне улоге глуме Џејмс Франко и Брајан Кранстон. Прати оца који покушава да спречи незрелог дечка своје ћерке да је пита да се уда за њега.
Премијерно је приказан 17. децембра 2016. године у Лос Анђелесу, док је 23. децембра исте године пуштен у биоскопе у Сједињеним Америчким Државама, односно 5. јануара 2017. године у Србији. Упркос углавном негативним рецензијама критичара, остварио је комерцијални успех зарадивши 118 милиона долара широм света.

## Радња
За време празника, Нед, заштитнички настројен отац, и његова породица долазе у посету ћерки студенткињи, где он упознаје своју највећу ноћну мору: њеног доброћудног, социјално заосталог, али изразито богатог дечка, Лерда. Као сваки превише заштитнички отац, Нед мисли да Лерд није довољно добар за његову ћерку, те ће покушати да схвати шта је то што она види у њему. Недов напада панике ескалира када схвати да Лерд намерава да запроси његову ћерку за Божић.

## Улоге
| Глумац          | Улога           |
| --------------- | --------------- |
| Џејмс Франко    | Лерд Мејхју     |
| Брајан Кранстон | Нед Флеминг     |
| Зои Дојч        | Стефани Флеминг |
| Меган Мулали    | Барб Флеминг    |
|                 | Лу Дан          |
| Грифин Глук     | Скоти Флеминг   |
| Киган-Мајкл Ки  | Густав          |
| Танџи Амброз    | Пети Дан        |
| Зек Пирлман     | Кевин Дингл     |
| Кејли Квоко     | Џастин          |
| Кејси Вилсон    | Миси Педерман   |
| Ендру Ранелс    | Блејн Педерман  |
| Адам Девајн     | Тајсон Модел    |
| Стив Банос      | Берт            |
| Мери Пет Глисон | Џојс            |
| Боб Стивенсон   | Џери            |